# CR Nr. 123
Die CR 123 ist eine Dampflokomotive mit der Achsfolge 2’A1, die 1886 von der Glasgower Firma Neilson & Co. für die schottische Eisenbahngesellschaft Caledonian Railway (CR) erbaut wurde. Sie wurde anlässlich der 1886 in Edinburgh stattfindenden International Exhibition of Industry, Science and Art als Einzelexemplar erbaut. Von der CR wurde sie 1888 im „Race to the North“ eingesetzt, in den Folgejahren diente sie vor allem als Vorspannlokomotive und wurde vor Sonderzügen für die Direktoren der CR eingesetzt. 1923 ging sie in den Besitz der London, Midland and Scottish Railway (LMS) über. 1935 wurde sie ausgemustert und für Museumszwecke erhalten. British Railways reaktivierte die Maschine 1958 und setzte sie in den Folgejahren landesweit vor Sonderzügen ein. 1965 endete ihr Einsatz, seitdem wird die Lokomotive im Glasgow Museum of Transport ausgestellt.

## Geschichte

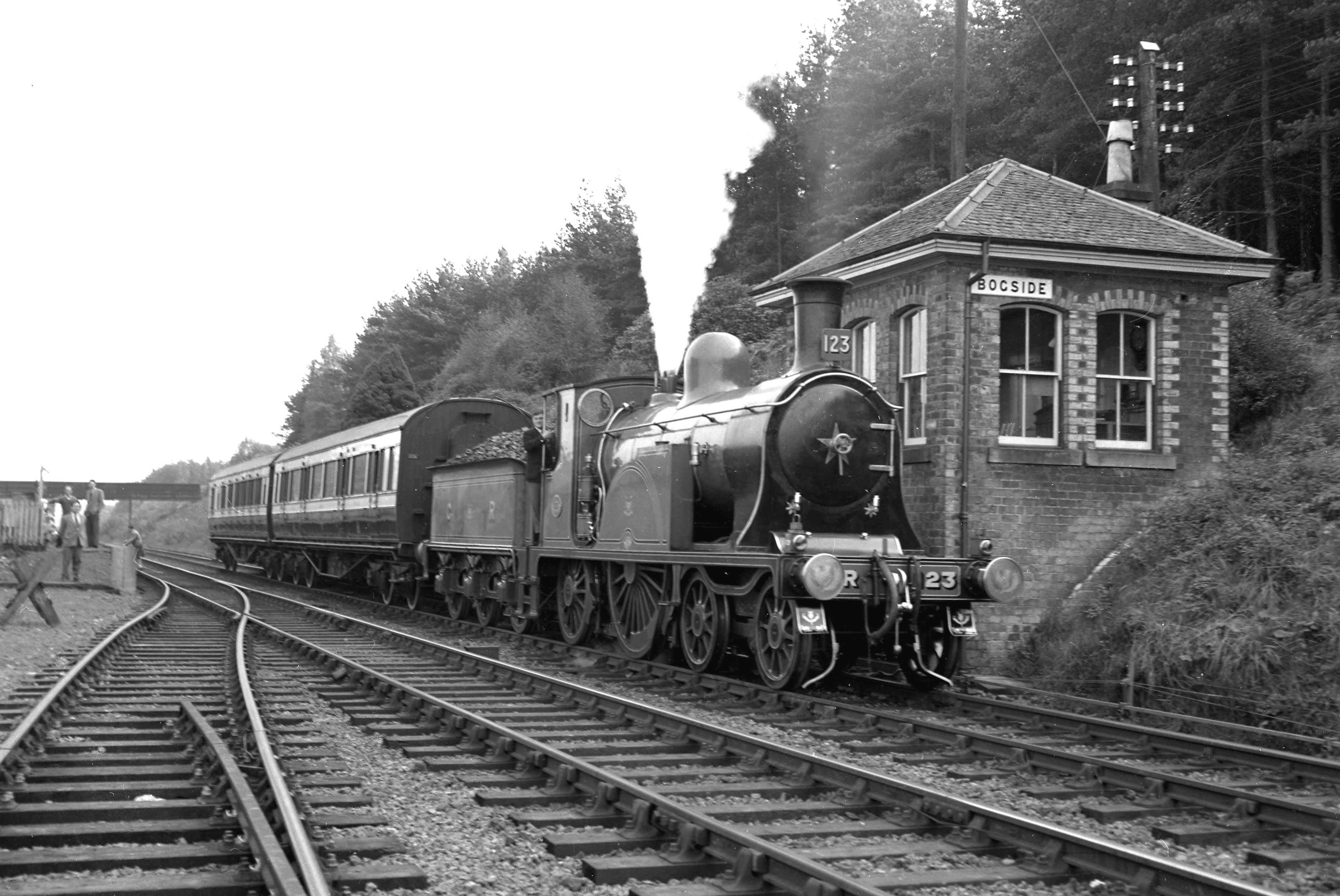
No. 123 im Jahr 1959 vor einem Sonderzug in Schottland im Einsatz

Eigens für die 1886 in Edinburgh stattfindende International Exhibition of Industry, Science and Art entwarf Dugald Drummond, der Chefingenieur der Caledonian Railway, in Zusammenarbeit mit zwei Lokomotivfabriken zwei besondere Lokomotiven als Ausstellungsstücke. Während die zusammen mit Dübs and Company konstruierte No. 124 eine vergleichsweise konventionelle 2’B-Lokomotive war, erhielt die zusammen mit Neilson & Co. entworfene No. 123 die zuvor bei der CR nie verwendete Achsfolge 2’A1. Mit lediglich einer Treibachse war sie damit in der britischen Eisenbahnterminologie eine „Single“. Single-Lokomotiven waren in Großbritannien von Beginn des Eisenbahnzeitalters eingesetzt worden. Während Lokomotiven mit lediglich einer Treibachse im kontinentaleuropäischen Eisenbahnwesen relativ bald als zu leistungsschwach ausrangiert oder lediglich noch für wenige Einsatzzwecke verwendet wurden, fanden sie in Großbritannien bis Ende des 19. Jahrhunderts weite Verbreitung. Sie wurden zuletzt vor allem für schnelle und leichte Expresszüge verwendet und erhielten dafür besonders große Treibraddurchmesser.
Die Lokomotive wurde auf der Ausstellung in Edinburgh mit einer Goldmedaille ausgezeichnet. Im Anschluss an die Ausstellung übernahm die Caledonian Railway die Lokomotive. Als Einzelexemplar stellte sie die einzige je bei einer schottischen Bahngesellschaft im regelmäßigen Dienst eingesetzte Single-Lokomotive dieser Bauart dar.
Auf der Verbindung zwischen Schottland und London hatten sich die Bahngesellschaften, die die West Coast Main Line (WCML) und diejenigen, die die East Coast Main Line (ECML) betrieben, jeweils zu Betriebsgemeinschaften zusammengeschlossen. Zwischen den beiden Betriebsgemeinschaften der West- und Ostküste gab es intensive Konkurrenz. 1888 führte diese Konkurrenz zum ersten sogenannten „Race to the North“ (Rennen in den Norden), bei dem die Reisezeiten der jeweils um 10 Uhr von London nach Edinburgh fahrenden Expresszüge im August dieses Jahres schrittweise immer mehr verkürzt wurden. Um höhere Geschwindigkeiten zu erreichen, wurden die Züge zudem auf wenige Wagen verkürzt. Obwohl noch unerprobt und als Einzelexemplar bei Ausfall nur schwer zu ersetzen, setzte die Caledonian ihre „Single“ auf ihrem Abschnitt der WCML zwischen Carlisle und Edinburgh ein. Während des gesamten August 1888 bespannte die No. 123 das Zugpaar in beiden Richtungen ohne nennenswerte Probleme und gewann damit an Bekanntheit. Sie trug damit dazu bei, die Reisezeit von zuvor neun Stunden um über 1,5 Stunden auf knapp siebeneinhalb Stunden zu reduzieren. Zwar setzten beide Konsortien die Reisezeiten bald wieder etwas herauf, sie blieben jedoch dauerhaft niedriger als vor dem Rennen.
Die Lokomotive wurde von der Caledonian nach 1888 vor allem als Vorspannlokomotive vor ihren Expresszügen zwischen Carlisle und Glasgow bzw. Edinburgh eingesetzt, ebenso auch als alleinige Zuglokomotive vor leichten, aus wenigen Wagen bestehenden Expresszügen. In diesen Einsatzbereichen bewährte sich die Lokomotive recht schnell. Daneben übernahm sie auch Sonderaufgaben, so als „Pilot machine“ (einzeln im Blockabstand voraus fahrende Lokomotive) für den Royal Train. Steigende Zuggewichte führten jedoch dazu, dass sie allmählich weniger bedeutende Einsatzgebiete bekam. 1905 erhielt sie einen neuen Kessel. 1914 teilte die CR der Lokomotive die neue Betriebsnummer 1123 zu. Nach dem Ersten Weltkrieg wurde sie nicht mehr im Plandienst eingesetzt, die Caledonian Railway hielt sie für Sonderzwecke, vor allem die Bespannung des bahneigenen Salonwagens für die Direktoren der Gesellschaft, vor. 
1923 ging die Caledonian Railway infolge des Railways Act 1921 in der London, Midland and Scottish Railway (LMS) auf. Die LMS gab der Lokomotive die neue Betriebsnummer 14010, ließ sie in der für Schnellzuglokomotiven der LMS vorgesehenen roten Farbe umlackieren und ordnete sie in die Leistungsklasse 1P ein. Unverändert wurde sie vor allem für Sonderleistungen verwendet. Ab 1930 kam die Lokomotive, die inzwischen die letzte in Großbritannien im Einsatzbestand stehende „Single“ war, wieder in den Plandienst und bespannte vor allem kurze und leichte Personenzüge zwischen Perth und Dundee. 1935 wurde sie ausgemustert. Ihre lokomotivhistorische Bedeutung war zu dieser Zeit bereits erkannt worden. Sie erhielt daher wieder die von der Caledonian verwendete, an den Saltire, die schottische Nationalflagge, angelehnte blaue Farbgebung und wurde vor der Hauptwerkstatt St. Rollox der LMS in Glasgow aufgestellt. Bis dahin hatte die Lokomotive bereits 780.000 Meilen zurückgelegt.
Nach dem Zweiten Weltkrieg wurde die Lokomotive 1951 im Rahmen des Festival of Britain für Ausstellungszwecke nach London gebracht und 1953 als Teil eines Ausstellungszugs Royal Journey in mehreren britischen Städten ausgestellt. Die LMS war inzwischen 1948 mit den anderen drei großen Privatbahnen verstaatlicht und zu British Railways (BR) zusammengeführt worden, auch die „Caley Single“ ging damit an BR über.
Ab 1958 ließ British Railways mehrere historische Lokomotiven für den Einsatz vor Sonderzügen aufarbeiten und betriebsfähig herrichten. Darunter war auch die No. 123, die ab Oktober 1959 wieder zum Betriebsbestand von BR gehörte. In den Folgejahren bespannte die Lokomotive eine Vielzahl von Sonderzügen im ganzen Land, von den schottischen Highlands bis zur Bluebell Railway an der Südküste. 1965 wurde die Lokomotive aus dem Betriebsdienst zurückgezogen und als Ausstellungsstück in das Glasgow Museum of Transport überführt. Bis 1988 befand sich dieses in einem ehemaligen Straßenbahndepot im Stadtteil Pollokshields, seitdem im Ausstellungsgebäude Kelvin Hall. 2011 zog die Lokomotive mitsamt dem Museum in das nach einem Entwurf von Zaha Hadid neuerbaute Riverside Museum am Ufer des Clyde um.